# Herkules im Netz der Cleopatra
Herkules im Netz der Cleopatra (Originaltitel: Sansone) ist ein mythologischer Abenteuerfilm aus dem Jahr 1961, den Gianfranco Parolini inszenierte. Der Film hatte am 23. Dezember 1961 seine italienische Premiere und wurde am 7. September 1962 in der Bundesrepublik Deutschland uraufgeführt.

## Handlung
Nach langer Abwesenheit kehrt Herkules (im Original: Sansone) in seine Heimat, den Stadtstaat Sullam, zurück. Dort hat der verbrecherische Ratgeber der Stadt Warkalla, dem nichts am Wohlergehen der Bewohner, aber alles am Goldschatz des Reiches gelegen ist, die langjährige Freundin Herkules’, die junge Königin Mila, gefangen nehmen lassen und statt ihrer seine Mätresse Cleopatra (im Original: Romilda) inthronisiert. Herkules verbündet sich mit den Freiheitskämpfern der Gegend, unter ihnen Janine und Macigno. Mit ihnen zusammen kann er nach Überstehen etlicher Gefahren und Gefechte die rechtmäßige Königin wieder einsetzen und Warkalla töten.

## Kritik
„Die 50. Drehbuchfassung einer alten, alten Geschichte, was uns seinerzeit als Kiddies gar nicht bewußt geworden ist.“

„Triviales Serienprodukt der Herkules-Welle, das mit antiken Sagen wenig zu tun hat und überwiegend lächerlich wirkt.“

## Bemerkungen
Im Original heißt der muskelbewehrte Held Samson.